# Sicyonis hemisphaerica
Sicyonis hemisphaerica is een zeeanemonensoort uit de familie Actinostolidae.
Sicyonis hemisphaerica is voor het eerst wetenschappelijk beschreven door Carlgren in 1934.